# Uport Musikweekend
Uport Musikweekend, eller Uport Festival, är en musikfestival i Ulricehamn som arrangerades för första gången i början av augusti 2013. Spelplatsen ligger vid hamnområdet strax intill sjön Åsunden i centrala staden. Premiäråret 2013 sålde festivalen i stort sett ut med cirka 7 000 besökare. 2017 utsågs Uport till Sveriges bästa arrangemang och tilldelades Live Apan, priset röstas fram av Sveriges artister och bokningsbolag. Festivalen lades ner 2019 men återuppstod igen 2023 och genomfördes även 2024. 
2014 därpå utökades området för att kunna ta emot fler personer. Återigen blev festivalen slutsåld, nu med cirka 8 000 sålda biljetter. Eftersom samtliga barn under åtta år går in gratis beräknades det totala antalet besökare till 9 500 till 10 000 personer.
2015 utökades biljettantalet till 10 000 varav alla sålde slut. Utöver de 10 000 betalande besökarna beräknades ca 2 000 barn under 8 år närvara. Dessutom anordnades en gratiskonsert på Stora torget dagen innan den ordinarie festivalen där Alina Devecerski och State of Drama spelade.
Från och med 2016 utökades festivalen med en extra dag.

## Artister 2013
| Fredag 2 augusti - Johnossi - Darin - Familjen - Carolina Wallin Pérez - Dirty House Guys | Lördag 3 augusti - Teddybears - The Sounds - Eldkvarn - Syster Sol - State of Drama - The Bongo Club - Huset - The Nomads - The Stomping Academy |

## Artister 2014
| Fredag 1 augusti - Timbuktu feat. Damn! - Daniel Adams-Ray - Dirty House Guys - E-Type - Miriam Bryant - Ace Wilder - Huset - David Urwitz | Lördag 2 augusti - Icona Pop - Melissa Horn - Mustasch - Nicole Sabouné - Medina - Governor Andy - Thomas Di Leva - The Vanjas - Les Gordons - Alexander Tidebrink - The Bland - MaTinz |

## Artister 2015
| Fredag 31 juli - Magnus Uggla - Zara Larsson - Petter - Molly Sandén - Thomas Stenström - Ida Redig - Catfight | Lördag 1 augusti - Norlie & KKV - Hoffmaestro - Stiftelsen - Elliphant - Beatrice Eli - Pugh Rogefeldt - Partiet - Satan Takes A Holiday - The Vanjas - Folktåget - Skylines in Motion - Geist! - Travel with the Sun |

## Artister 2016
| Torsdag 3 augusti - Lars Winnerbäck (fullängdskonsert) - Miriam Bryant - Huset - Emil Gullhamn - Julia Voss & Generalen | Fredag 4 augusti - The Hives - Movits! - Bo Kaspers Orkester - Electric Banana Band - Marit Bergman - Vigiland - Ison & Fille | Lördag 5 augusti - Bob hund - Den Svenska Björnstammen - Rebecca & Fiona - Takida - Danny Saucedo - Little Jinder - Graveyard - Panda da Panda - General Knas - Västra Villastan - Michael Fannon |